# داریو گراوا
داریو گراوا (فرانسوی: Dario Grava‎؛ زادهٔ ۱۱ دسامبر ۱۹۴۸) بازیکن فوتبال اهل فرانسه بود.
از باشگاه‌هایی که در آن بازی کرده‌است می‌توان به باشگاه فوتبال استراسبورگ، باشگاه فوتبال نیس، و باشگاه فوتبال استراسبورگ اشاره کرد.
وی همچنین در تیم ملی فوتبال فرانسه بازی کرده‌است.